# Naka Michiyo

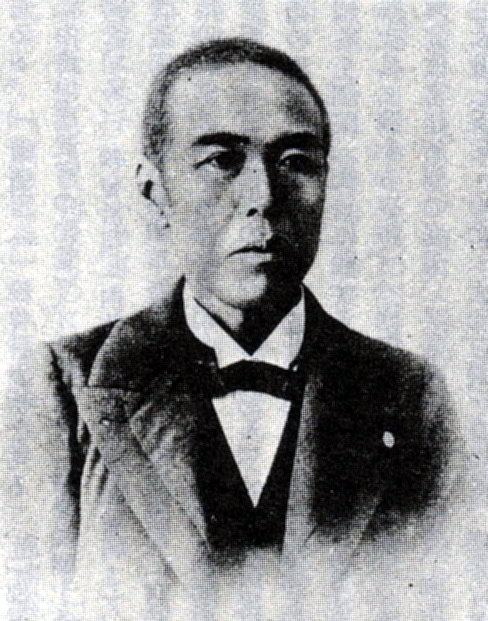
Naka Michiyo

Naka Michiyo (japanisch 那珂 通世; geboren 6. Februar 1851 in der Provinz Mutsu; gestorben 2. März 1908) war in der späten Tokugawa-Zeit und der Meiji-Zeit der Begründer der modernen japanischen Geschichtswissenschaft.

## Leben und Wirken
Naka Michiyo stammte aus der Familie Fujimura (藤村家), Hatamoto des Morioka-Klans. Er wurde von Naka Michitaka (那珂 通高), einem Lehrer des lans, entdeckt und als Erbe adoptiert. Michitakas Aktivitäten während der Meiji-Restauration gerieten jedoch in den Verdacht der Meiji-Regierung, und nach der Niederlage im Boshin-Krieg wurde er zu vier Jahren Haft verurteilt. Während Michiyo mit der Situation, ein Sohn eines Feindes des kaiserlichen Hofes zu sein, zu kämpfen hatte, wechselte er von traditionellen chinesischen Studien zu Anglistik. Er studierte in Fukuzawa Yukichis Privatschule zwei Jahre und zwei Monate Englisch, so dass er dann in der Lage war, englische Bücher zu lesen.
Auf Empfehlung von Fukuzawa wurde Naka Rektor der „Chiba Junior High School“ (千葉中学校, Chiba chūgakkō), die zu dieser Zeit gegründet wurde. Anschließend wurde er Rektor der „Tokyo Women’s School“ (東京女学校, Tōkyō jogakkō) und der Women’s Pedagogic School (女子師範学校, Joshi shihan gakkō). Er gab seine eigenen Lehrbücher über Mathematik, Physik, Chemie und historische Geographie heraus und lehrte sogar naturwissenschaftliche Experimente. 1886 nutzte er die Gelegenheit der großen Reform des Schulsystems und beschloss, seinen Job aufzugeben und eine Karriere als Gelehrter zu verfolgen. Er veröffentlichte „Jōsei-nen no Kikō“ (上世年紀考), ein Werk über die frühe japanische Geschichte, das berühmt wurde, weil er darin die Thronbesteigung des Kaisers Jimmu im Jahr 660 vor der Zeitrechnung in den Bereich der Legende verwies. Es folgten sechs Bände „Shina Tsūshi“ (支那通史), eine detaillierten Geschichte Chinas, einschließlich farbiger Karten, die im neuen Schulsystem als Lehrbuch zur Qing-Dynastie übernommen wurden.
Später erweiterte Naka seinen akademischen Horizont und wandte sich mit dem mongolischen Reich und Zentralasien zu. Er begann mit dem Studium der Mandschu- und mongolischen Sprachen, befasste sich aber auch mit deutscher, britischer, französischer und russischer Grammatik. Nachdem er all diese Fremdsprachen mehrere Jahre gelernt hatte, begann er mit dem Übersetzen der „Geheimen Geschichte der Yuan-Dynastie“ (元朝秘史), geschrieben auf Mongolisch, und veröffentlichte das unter dem Titel „Genkichi Shikan Jitsuroku“ (成吉思汗実録) – „Wahre Aufzeichnungen zu Dschingis Khan“.
Vielleicht durch Überarbeitung starb Naka relativ früh an Angina pectoris.